# Agneta Prytz
Ingrid Agneta Prytz (født 15. december 1916 i Göteborg, død 4. juli 2008) var en svensk skuespillerinde.
Prytz var ansat på Göteborgs stadsteater fra 1942 til 1946. Hun fik sin filmdebut i 1947 og medvirkede sidenhen i over 40 film og tv-serier.

## Udvalgt filmografi
- Ægtepar på vulkaner (1947, ukrediteret)
- Gift med Klara Klok (1947)
- Jorden drager (1948)
- Menneskers rige (1949)
- Voksdukken (1962)
- Ravnekvarteret (1963)
- Udvandrerne (1971)
- Nybyggerne (1972)
- Bang! (1977)
- Picassos eventyr (1978, ukrediteret)
- Høstmanøvren (1979)
- Sverige åt svenskarna (1980)
- Svindlande affärer (1985)
- Pelle Haleløs i Amerikat (animationsfilm, 1985)
- Oksen (1991)
- Kejseren af Portugalien (tv-serie, 1992)
- Man kan alltid fiska (kortfilm, 1995)